# W48

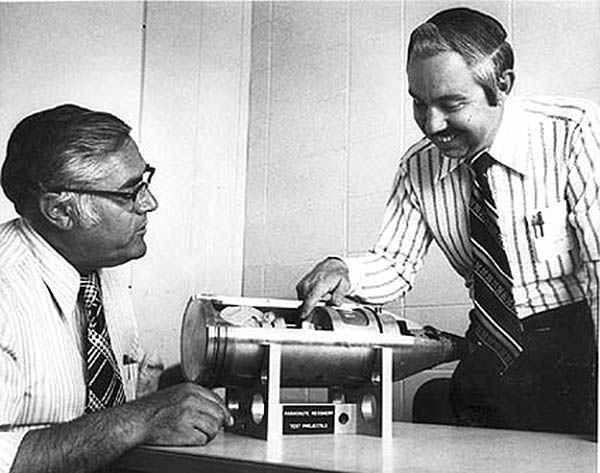
155mm W48 핵포탄

W48은 미국의 155mm 핵포탄이다.

## 역사
M114 곡사포, M198 곡사포, M109 곡사포 등 어떤 155 mm (6.1 인치) 곡사포에서도 발사할 수 있다. 1963년 생산이 시작되었으며, 1992년 모두 퇴역했다.
W48은 직경 6.1 인치 (155 mm), 길이 33.3 인치, 폭발력 72톤t (0.072 킬로톤)이다. 이후에 W74, W82를 개발하여 대체하려고 했지만, 모두 개발중단되었다. W82 핵포탄은 폭발력 2kt에 중성자탄, 핵분열탄의 2가지 버전이 계획되었다.

## 같이 보기
- 핵무기 설계
- 핵무기 목록